# Międzynarodowe Stowarzyszenie Prokuratorów
Międzynarodowe Stowarzyszenie Prokuratorów (ang. The International Association of Prosecutors, IAP) – pierwsze i jedyne stowarzyszenie prokuratorów o zasięgu światowym.
Pozarządowa i apolityczna organizacja założona przez Organizację Narodów Zjednoczonych w 1995 w Wiedniu, zrzesza ponad 200 tys. prokuratorów z ponad 120 państw. Członkami stowarzyszenia mogą zostać osoby które wykonują lub wykonywały funkcje oskarżycielskie, a także organizacje zrzeszające osoby wykonujące przed sądami te funkcje oraz urzędy i organizacje działające na rzecz zapobiegania przestępczości.
Stowarzyszenie opracowało w 1999 Standardy Zawodowej Odpowiedzialności, Podstawowych Obowiązków i Praw Prokuratorów (ang. Professional Responsibility and Statement of the Essential Duties and Rights of Prosecutors), swoisty kodeks postępowania prokuratorów w życiu zawodowym i prywatnym.

## Cele
Głównym powodem powstania stowarzyszenia był gwałtowny wzrost międzynarodowej przestępczości, w tym przemytu narkotyków, prania brudnych pieniędzy i oszustw.
Celami stowarzyszenia są:
- promowanie efektywnego, uczciwego i bezstronnego oskarżenia przed sądami, a także poszanowania praw człowieka określonych w Powszechnej Deklaracji Praw Człowieka
- promowanie wysokich standardów i zasad działania administracji publicznej w zakresie spraw karnych oraz tych standardów i zasad, które są związane z niezależnością oskarżycieli
- pomaganie prokuratorom w zakresie zwalczania międzynarodowej przestępczości, w szczególności zorganizowanej
- wspieranie działań zwalczających korupcję w administracji publicznej
- działanie na rzecz interesów prokuratorów i podkreślanie ich roli zwalczaniu przestępczości
- wspieranie rozwoju prokuratorów oraz współpracy z innymi niż prokuratura organami ścigania, a także pomoc prokuratorom zaangażowanym w proces legislacyjny.

## Logo
Logo stowarzyszenia składa się z dwóch głównych elementów: niebieskiego globu ziemskiego z białą siatką kartograficzną oraz umieszczonej na nim postaci Temidy w białych szatach, trzymającej w prawej dłoni wagę, a w lewej miecz. Niebieska kolorystyka globu nawiązuje do kolorystyki flagi Organizacji Narodów Zjednoczonych (symbol jedności). Centralnym obiektem jest postać bogini sprawiedliwości, co wskazuje czym powinni się kierować prokuratorzy w wykonywaniu swoich zadań. Sam glob natomiast symbolizuje zasadę praworządności, prymat zasady rządów prawa na całym świecie oraz podkreśla międzynarodowy charakter organizacji. Kolisty kształt loga jest symbolem jedności i ma przypominać o tym, że współpraca między prokuratorami funkcjonującymi we wszystkich systemach prawa jest najskuteczniejszym narzędziem do walki z międzynarodową przestępczością. Miecz trzymany w lewej dłoni Temidy obrazuje rolę jaką pełnią prokuratorzy w obronie interesów społeczeństwa.

## Władze
Władzami stowarzyszenia są:
- Walne Zebranie (ang. General Meeting)
- Komitet Wykonawczy (ang. Executive Committee)
- Radca Generalny (ang. General Counsel)
- Prezes (ang. President) i sześciu Wiceprezesów (ang. Vice-Presidents)
- Sekretarz Generalny (ang. Secretary-General)
- Senat (ang. Senate)
- Komitet ds. Konfliktów (ang. Conflict Committee)

Obecnie Prezesem jest francuski prokurator François Falletti.

## Konferencje
IAP organizuje roczne konferencje (ang. Annual Conferences) poświęcone wybranej tematyce:
- 1996, Budapeszt – rola prokuratora, formalna inauguracja działalności stowarzyszenia
- 1997, Ottawa – ekstradycja i wzajemna pomoc prawna
- 1998, Dublin – przestępstwa przeciwko dobrom dziecka i elektroniczne oszustwa
- 1999, Pekin – oszustwa i korupcja
- 2000, Kapsztad – prawa człowieka a prokurator
- 2001, Sydney – rola prokuratora w prawie początku nowego tysiąclecia
- 2002, Londyn – zwalczanie przestępczości o zasięgu globalnym
- 2003, Waszyngton – walka z terroryzmem
- 2004, Seul – różne systemy prawne, wspólny cel
- 2005, Kopenhaga – świadkowie, biegli i ofiary w procesie karnym
- 2006, Paryż – decyzja o oskarżeniu,
- 2007, Hongkong – relacje z innymi – rozliczalność, przejrzystość i niezależność,
- 2008, Singapur – nowe technologie a przestępczość i ściganie: wyzwania i możliwości.

## Współpraca
Stowarzyszenie współpracuje z wieloma rządowymi i pozarządowymi organizacjami, m.in. z Radą Europy, Organizacją Narodów Zjednoczonych, Międzynarodowym Trybunałem Karnym dla byłej Jugosławii, Eurojust i Eurojustice.